# Bistum San Francisco
Das Bistum San Francisco (lateinisch Dioecesis Franciscopolitana, spanisch Diócesis de San Francisco) ist eine Diözese der römisch-katholischen Kirche mit Sitz in San Francisco in Argentinien.

## Geschichte
Das Bistum San Francisco wurde am 10. April 1961 durch Papst Johannes XXIII. mit der Päpstlichen Bulle Fit persaepe aus Gebietsabtretungen des Erzbistums Córdoba errichtet und diesem als Suffraganbistum unterstellt.

## Bischöfe von San Francisco
- Pedro Reginaldo Lira, 1961–1965
- Agustín Adolfo Herrera, 1965–1988
- Baldomero Carlos Martini, 1988–2004, dann Bischof von San Justo
- Carlos José Tissera, 2004–2011, dann Bischof von Quilmes
- Sergio Osvaldo Buenanueva, seit 2013